# Wilhelm-Vaillant-Preis
Der Wilhelm-Vaillant-Preis ist ein von der Wilhelm-Vaillant-Stiftung vergebener Wissenschaftspreis zur Förderung der medizinischen Forschung.
Der Preis wird bei allen medizinischen Fakultäten Deutschlands und allen Max-Planck-Instituten mit medizinischen Arbeitsbereichen ausgelobt. Bewerber müssen von Dritter Seite vorgeschlagen werden, Eigenbewerbungen werden nicht akzeptiert. Bewerber müssen in Deutschland tätig sein und sollen das 40. Lebensjahr nicht überschritten haben. Der Preis war zunächst mit 50.000 DM dotiert, heute (Stand 2021) beträgt das Preisgeld 30.000 Euro.
Namensgeber des Preises ist der deutsche Elektroingenieur, Unternehmer, Arzt und Philanthrop Wilhelm Vaillant.

## Preisträger
- 1992 Thomas Jentsch für Arbeiten zur Aufklärung von Strukturen und Funktionen spannungsabhängiger Chloridkanäle und deren Rolle bei erblichen Krankheiten, Johann Ruppersberg für Arbeiten zur Elektrophysiologie und Molekularbiologie von Kaliumkanälen des Gehirns
- 1994 Michael Sendtner für Arbeiten über neurotrophe Faktoren für motorische Nervenzellen
- 1996 Martin J. Lohse für Arbeiten über Rezeptoren, ihre molekularen Mechanismen und ihre Bedeutung für die Entstehung und die Behandlung von Krankheiten
- 2000 Franz-Ulrich Hartl für Arbeiten über die molekularen Mechanismen der Proteinfaltung in den Zellen
- 2003 Dirk Busch für Arbeiten auf dem Gebiet der MHC-Multimer-Technologien
- 2005 Jens Claus Brüning für Arbeiten zur Bedeutung der Insulinsignaltransduktion im zentralen Nervensystem
- 2007 Gunther Hartmann für Arbeiten zur Entwicklung von synthetischen Oligonukleotiden
- 2009 Anita Maria Rauch für Arbeiten zur Erforschung der genetischen Ursachen bei geistiger Behinderung sowie bei angeborenen Herzfehlern und Kleinwuchs
- 2011 Karl Lenhard Rudolph für Arbeiten zur Erforschung der molekularen Ursachen des Alterns
- 2013 Florian Greten für die Verknüpfung der Erforschung grundlegender tumorbiologischer Zusammenhänge mit der Entwicklung von neuen genetisch definierten endogenen Tumormodellen
- 2015 Andreas Ladurner für seine Arbeiten zu den zellulären Mechanismen der Früherkennung und Reparatur von Schäden an der menschlichen DNA
- 2018 Christian P. Schaaf für seine Arbeiten zu den genetischen Ursachen neurologischer und psychiatrischer Krankheiten
- 2021 Rafael Kramann für seine translationale Grundlagenforschung und klinische Forschung im Bereich von Organfibrose
- 2024 Sebastian Kobold für seine Forschung auf dem Gebiet der Tumorimmunologie und Tumorimmuntherapie[1]